# Gobemouche mésange
Fraseria plumbea
Espèce
Statut de conservation UICN

 LC  : Préoccupation mineure
Le Gobemouche mésange (Fraseria plumbea) est une espèce d'oiseaux de la famille des Muscicapidae.

## Distribution et habitat

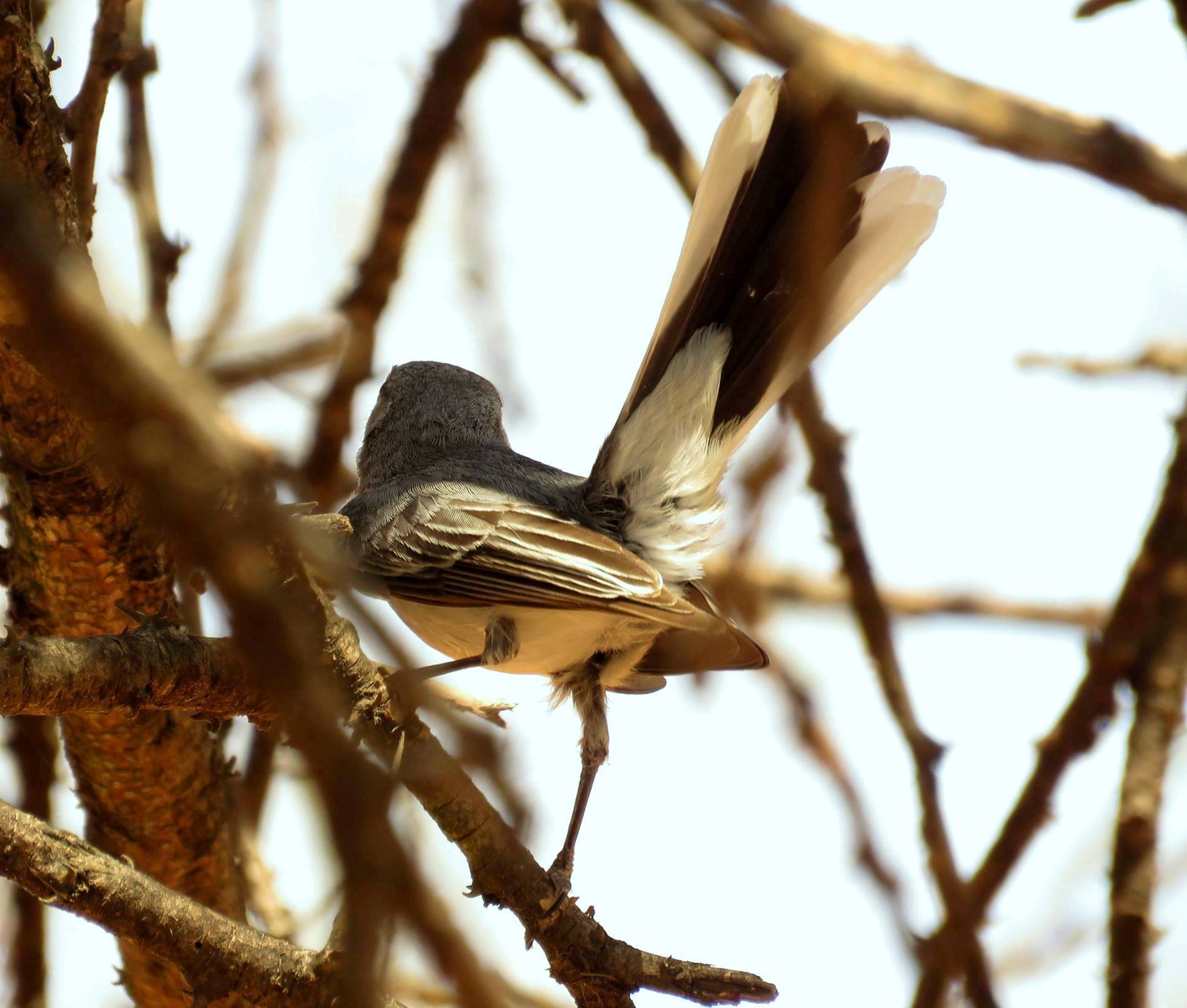
La queue est souvent dressée en éventail.

Son aire s'étend à travers l'Afrique subsaharienne (rare en Afrique australe).
Son habitat naturel est à la fois la forêt tropophile et la forêt tropicale.

## Description
L'oiseau est un gobemouche de couleur grise, reconnaissable à sa queue noire à rectrices externes blanches.

## Mode de vie
Contrairement aux gobemouches qui effectuent de courtes envolées pour attraper des mouches, le Gobemouche mésange se nourrit à la manière d'une fauvette préférant voleter à travers le feuillage à la recherche d'insectes. On peut l'apercevoir se pencher vers l'avant avec la queue relevée et déployée en éventail : ce comportement pourrait avoir pour effet de lever les insectes les plus proches.

## Chant
On le détecte dans les taillis et les lisières forestières en le repérant grâce à son chant caractéristique, un « ouiiili ouiirr » triste.

## Liste des sous-espèces
Selon GBIF (1 janvier 2024) :
- Fraseria plumbea catoleucus (Reichenow, 1900)
- F. p. orientalis (Reichenow & Neumann, 1895)
- F. p. plumbea (Hartlaub, 1858)